# Wilhelm Hausenstein
Wilhelm Hausenstein (ur. 17 czerwca 1882 w Hornbergu, zm. 3 czerwca 1957 w Monachium) – niemiecki historyk sztuki, eseista i dyplomata, autor monografii i esejów z dziedziny sztuki. Pełnił funkcję ambasadora Niemiec we Francji.